# Pseudodaphnella daedala
Pseudodaphnella daedala é uma espécie de gastrópode do gênero Pseudodaphnella, pertencente a família Raphitomidae.